# Balogh-völgyi 2. sz. odú
A Balogh-völgyi 2. sz. odú a Duna–Ipoly Nemzeti Parkban található Vértes hegységben, Csákváron lévő egyik barlang.

## Leírás
Csákvár külterületén, fokozottan védett területen, erdőben helyezkedik el a barlang. Csákvár központjától Ny-ra, a Balogh-völgyben, a település szélén található parkolótól kezdődő tanösvény mellett fekszik a barlang. Ahol az ösvény nagyon emelkedni kezd, és mindkét oldalán kis sziklák tűnnek fel, attól a helytől jobbra, a völgy K-i oldalában, az úttól kb. 15 m-re, egy D-re tekintő sziklafalban, 296 m tszf. magasságban van az üreg bejárata. A sziklafal aljában van a Balogh-völgyi 1. sz. odú, amely mellett jobbra felmászva, 5 m-rel magasabban nyílik a Balogh-völgyi 2. sz. odú bejárata. Ez utóbbi barlang bejáratát takarják a fák lombkoronái.
A barlang négyszög alakú bejárata a sziklafal közepén nyílik, előterében kis szálkőterasz fekszik. A triász dolomitban lévő üregben nincs képződmény. Egyetlen, kényelmesen járható, száraz és vízszintes üregből áll, melynek aljzatát is szálkő alkotja. Többnyire olyan nyomok vannak az üreg falán, melyek a barlang oldás miatt történő kialakulását tanúsítják, de a falakat néhány helyen a kifagyásos kőzetaprózódás is alakította. Az üregben lévő kormos falak és tűzrakóhelynyomok utalnak a barlang időnkénti használatára. A nehezen (sziklamászással) megközelíthető barlang könnyen, utcai ruhában és engedély nélkül is megtekinthető.
1984-ben volt először Balogh-völgyi 2. sz. odúnak nevezve a barlang az irodalmában. Előfordul a barlang az irodalmában Balogh-völgyi–2. odu (Bertalan 1976), Balogh-völgyi 2. odú (Egri 2003) és Balogh-völgyi–2. odú (Kocsis 1975) neveken is.

## Kutatástörténet
A Kocsis Antal által írt, 1975-ben megjelent kiadványban szó van arról, hogy a Balogh-völgyi 2. sz. odú (Balogh-völgyi–2. odú) a Balogh-völgyi 1. sz. odú felett, 8 m magasságban található. A breccsás dolomitban kialakult Balogh-völgyi 2. sz. odú csak sziklamászással érhető el. Az üreg 1,7 m hosszú, 1,5 m széles és 1,8 m magas. A barlang csapadékvíz hatására és hőmérséklet-változás miatt, mállás és kőzetaprózódás következtében folyamatosan bővül és változik. A kiadványban lévő térképmellékleten látható a Balogh-völgyi 2. sz. odú földrajzi elhelyezkedése. A térképen 16-os számmal van jelölve a barlang.
Az 1976-ban befejezett, Magyarország barlangleltára című kéziratban az olvasható, hogy a Vértes hegységben, Csákváron helyezkedik el a Balogh-völgyi 2. sz. odú (Balogh-völgyi–2. odu). Csákvártól Ny-ra, kb. 2 km-re, a Balogh-völgyi 1. sz. odú felett, 8 m-re van a Balogh-völgyi 2. sz. odú bejárata. A Balogh-völgyi 2. sz. odú csak sziklamászással érhető el. A barlang 1,7 m hosszú, 1,5 m széles és 1,8 m magas. A hőmérséklet-változás és csapadékvíz hatása miatt jelenleg is alakuló üreg fődolomitban keletkezett. A kézirat barlangot ismertető része 1 publikáció alapján lett írva.
Az Alba Regia Barlangkutató Csoport által 1979-ben készített kézirat szerint a Balogvölgyi 2. odut (B2) Kocsis Antal írta le ugyanezen a néven. Az általa írt kiadványban ez a 16-os számú üreg, amely a Balogh-völgyi 1. sz. odú felett, attól 8 m-rel magasabban van. A Balogh-völgyi 2. sz. odú azonban alacsonyabban fekszik, a Balogh-völgyi 1. sz. odútól 4 m-rel van magasabban. A Balogh-völgyi 2. sz. odú Csákvár szélén (Fejér megye, Bicskei járás), a Balogh-völgyi 1. sz. odú sziklafalában, az 1. számú odú felett, attól kissé balra helyezkedik el. Majdnem négyzet alakú, 1,7 m magas és 1,6 m széles bejárata meredek sziklafal oldalában, kis szálkőteraszról nyílik. Megtudja mutatni Szolga Ferenc a helyi jelentőségű üreget.
A száraz kis sziklaodú befoglaló kőzete dolomitbreccsa. Nincs kitöltése az üreg elhelyezkedése miatt. Egyetlen, kockára emlékeztető üregből áll. A bal hátsó részén lévő falba egy lyukszerű kis fülke mélyed, de van egy lyuk a bejárat mennyezeti részében is. Talpát szálkőzet alkotja, melyen korom és tűzrakás nyomai vannak. Az üreg bejárásához nincs szükség felszerelésre, de sziklafalon kell felmászni a barlanghoz. Az üreg 2,1 m vízszintes kiterjedésű, 1,7 m magas és 1,6 m széles. A jelentéktelen barlangban az Alba Regia Barlangkutató Csoport tagjai 1979. február 11-én jártak. A tagok elvégezték az üreg bejárását, felmérését és leírták a barlangot.
A kéziratba bekerült a barlang alaprajz térképe, hosszmetszet térképe és keresztszelvény térképe. A térképek 1:100 méretarányban ábrázolják a barlangot. Az alaprajz térkép használatához a térképlapon jelölve van az É-i irány. Az alaprajz térképen megfigyelhető a keresztszelvény elhelyezkedése a barlangban. A térképek elkészítéséhez a barlangot Szolga Ferenc és Widermann Tibor mérték fel 1979. február 11-én. A térképeket 1979. február 23-án rajzolta Szolga Ferenc. A kéziratban látható Csákvár nyugati részének térképe (kb. 1:25.000 méretarány). A térképen jelölve van az É-i irány. A térképen megfigyelhető a Balogh-völgyi 2. sz. odú (a térképen: B2) földrajzi elhelyezkedése.

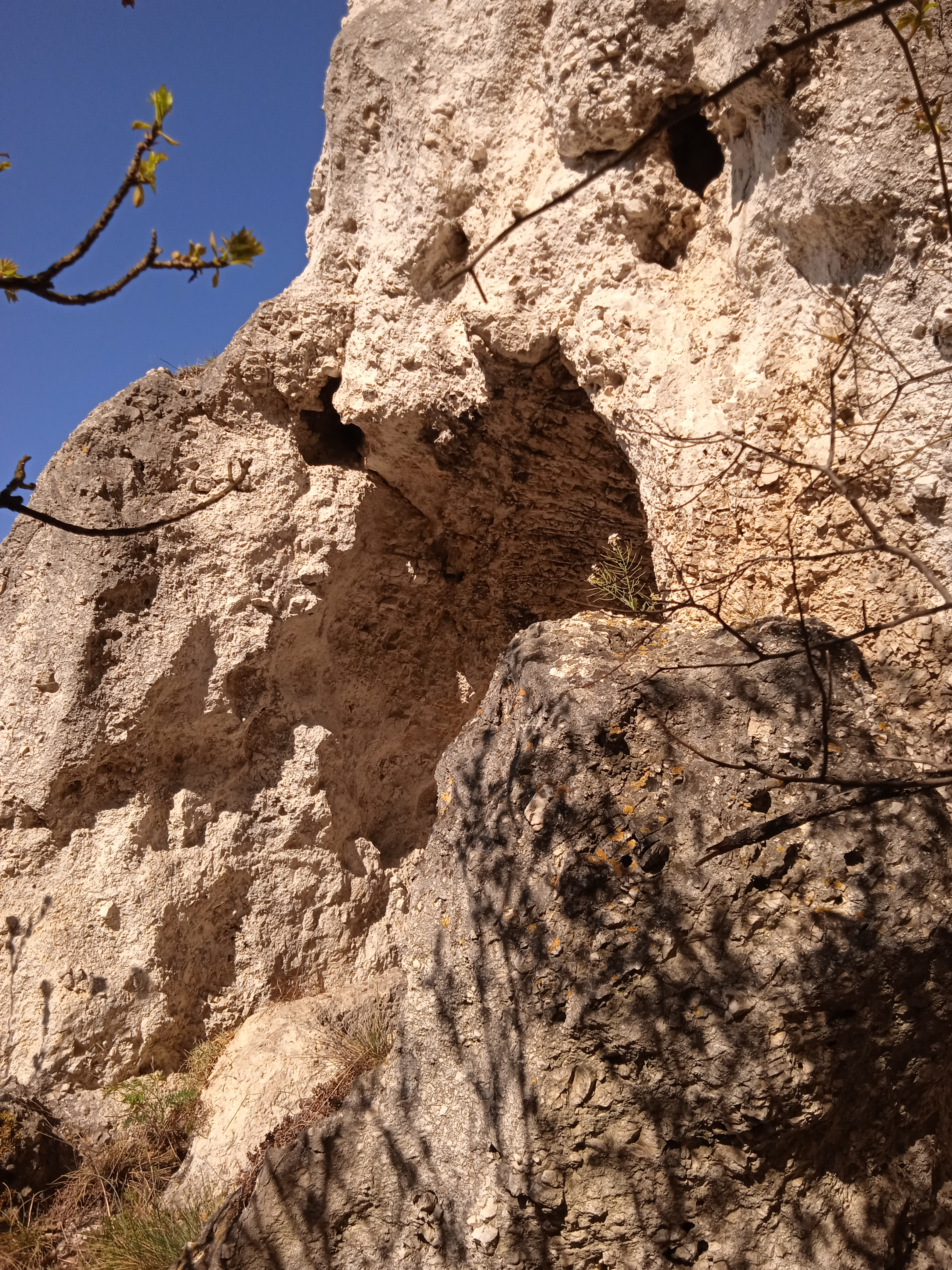
A Balogh-völgyi 2. sz. odú bejárata

Az 1984-ben kiadott, Magyarország barlangjai című könyv országos barlanglistájában szerepel a Vértes hegység barlangjai között a barlang Balogh-völgyi 2. sz. odú néven. A listához kapcsolódóan látható a Dunazug-hegység barlangjainak földrajzi elhelyezkedését bemutató 1:500 000-es méretarányú térképen a barlang földrajzi elhelyezkedése. A Béni Kornél és Viszló Levente által írt, 1996-ban napvilágot látott könyvben szó van arról, hogy a Balogh-völgy két odúja (Balogh-völgyi 1. sz. odú, Balogh-völgyi 2. sz. odú) és sziklahasadéka minden tekintetben hasonló a Kő-lik-völgy barlangjaihoz.
A barlang 2003. május 11-én, BTI kataszteri felvétel alapján készült nyilvántartólapja szerint a 4521-24 barlangkataszteri számú Balogh-völgyi 2. odú a Vértes hegységben lévő Csákváron (Fejér megye) található. Az üreg bejáratának koordinátái (Trimble Geoexplorer 3): X: 604027, Y: 228126, Z: 296. Hegyoldalon lévő sziklafalban, erdőben van a barlang 1,6 m széles, 1,7 m magas, természetes jellegű, négyszög alakú és vízszintes tengelyirányú bejárata. A részletesen felmért barlang 2 m hosszú, 1,7 m függőleges kiterjedésű, 1,7 m magas, 0 m mély és 2 m vízszintes kiterjedésű. Triász dolomitban húzódik az üreg. A barlang kialakulását előkészítette a tektonika. Az üreg karsztvízszint alatti oldódás és kifagyásos kőzetaprózódás miatt jött létre. A sziklaodú térformájú barlang vízszintes talpú, és jellemző szelvénytípusa a négyzet. Az üreg antropogén maradványai: tüzelőhely, korom.
Tematikus feldolgozás: térkép, fénykép, leírás. Barlangleltári szám: 2. 1975-ben lett először említve a barlang az irodalomban (Kocsis Antal). 1979-ben, az Alba Regia Barlangkutató Csoport által végzett kataszterezéskor a csoport készítette el a barlang részletes térképét. A kissé megváltoztatott barlang taposott aljzatú. A sziklamászással megközelíthető, könnyen járható barlang megtekintéséhez nem szükséges engedély. Illetékes természetvédelmi hatóság: Duna–Ipoly Nemzeti Park Igazgatóság. A barlang felszínének védettsége: Vértesi Tájvédelmi Körzet (19/1976. OTvH határozat). A barlangjáró alapfelszerelés nélkül látogatható, képződménymentes barlang természetes állapotát nem veszélyezteti semmi turizmuson és időnkénti tűzrakásokon kívül.